# Смоленков, Олег Борисович
Оле́г Бори́сович Смоленко́в (род. 6 января 1969, Иваново, РСФСР, СССР) — российский государственный служащий, в 2017 году переехавший в США и, по мнению иностранных и российских СМИ, более 10-и лет негласно сотрудничавший с ЦРУ США. По мнению авторов публикаций о нём в СМИ, на протяжении не менее пятнадцати лет работал под началом Юрия Ушакова, в частности, в бытность Ушакова послом в США (1998—2008) и впоследствии помощником президента, или как протеже Ушакова.

## Биография

### В России
Родился в 1969 году в Иванове. Сведений об образовании и о том, чем занимался до конца 1990-х годов, в открытых источниках нет.
В 1999 году был принят на работу в Валютно-финансовый департамент МИД РФ.
В 2000—2001 годах работал в Управлении делами МИД РФ, затем недолгое время в Департаменте кадров МИД РФ.
В 2003 году выехал в длительную командировку в США на должность второго секретаря Посольства России, где послом был Юрий Ушаков. В 2008 году вернулся в Москву.
В мае 2008 года стал помощником Ушакова, назначенного заместителем руководителя Аппарата правительства РФ (в тот период правительство возглавлял Владимир Путин, а руководителем Аппарата был Сергей Нарышкин.
В том же году стал ответственным работником Военно-промышленной комиссии при Правительстве РФ.
В 2010 году указом Президента РФ Дмитрия Медведева ему был присвоен классный чин действительного государственного советника 3-го класса.
В тот период состоял сотрудником Управления по внешней политике президента РФ.
C 22 мая 2012 года главный советник в аппарате Ушакова, который был назначен помощником президента Путина, курирующим вопросы внешней политики.

### Бегство из России
14 июня 2017 года, Смоленков вместе со своей семьёй, женой Антониной Смоленковой и тремя детьми, отправился на отдых за границу в город Тиват в Черногории, где и пропал. Это произошло после встречи президента США Трампа с министром иностранных дел РФ Сергеем Лавровым и послом РФ в США Сергеем Кисляком, когда у американской стороны возникли подозрения о связи сторонников Трампа с российскими должностными лицами. По утверждению российского посольства в Черногории, местная полиция никак не отреагировала на исчезновение туристов.
Журналисты «The Guardian» на основании расследований, сделанных сотрудниками черногорской газеты «Pobjeda», известной своими источниками в службе безопасности страны, сообщили, что семья Смоленкова по просьбе американцев и «без всякой помпы» была посажена черногорцами на яхту в Порто Монтенегро. По предположению «The Guardian», она через Адриатическое море доставила Смоленковых в Италию, откуда они и были переправлены в США.
СМИ высказали предположение, что Смоленков с семьёй поселился в собственном доме неподалеку от Вашингтона. В открытых источниках газета «Коммерсантъ» нашла информацию о том, что 5 июня 2018 года супружеская чета с именами Oleg Smolenkov и Antonina Smolenkov заплатила 925 тыс. долларов за трёхэтажный дом в городке Стаффорд, штат Виргиния. В январе 2019 года управление этим домом было передано в специально созданный на эти же два имени траст.

## Реакция
В сентябре 2017 года Следственный комитет Российской Федерации возбудил уголовное дело по факту исчезновения Смоленкова. По одним сведениям, спустя несколько месяцев уголовное дело было закрыто, по другим — дело не закрыто до сих пор.
Член Совета Федерации от администрации Смоленской области Франц Клинцевич считает, что опубликованная американским телеканалом CNN история о «российском шпионе» является откровенным фейком: 

Разумеется, всё это откровенный фейк, причём в довольно топорном исполнении. Время штирлицей безвозвратно прошло, если оно когда-то существовало вообще, и ни о каком американском информаторе, работавшим «внутри российского руководства», в принципе не может быть речи.— Ф. Клинцевич, Facebook
Пресс-секретарь Президента Российской Федерации Дмитрий Песков так прокомментировал публикации американского телеканала CNN о «высокопоставленном и очень ценном агенте американской разведки» Олеге Смоленкове, которого секретно вывезли из России:

Все вот эти рассуждения американских СМИ о том, кто кого экстренно вывозил, от кого спасал и так далее — это, сами понимаете, такой жанр, скорее, pulp fiction, «криминального чтива», поэтому это давайте оставим на их усмотрение— Интерфакс
На брифинге, посвящённом покинувшем Россию информаторе ЦРУ, официальный представитель МИД Мария Захарова уточнила, что несколько лет назад экс-сотрудник администрации Кремля вместе со своей семьей действительно исчез на территории иностранного государства, однако назвала сюжет американской телекомпании CNN по этой персоне «классической пропагандой»:

Сначала ставится цель, затем под неё подгоняется информация. Какова же цель? Нет никаких сомнений, что она внутриполитическая, ведь в США началась электоральная кампания— ТАСС
Генерал-майор КГБ СССР в отставке Алексей Кондауров так прокомментировал телеканалу RTVI отказ бывшего начальника, Юрия Ушакова, отвечать журналистам на вопросы о своём знакомстве со Смоленковым:

Понятно, что Смоленков мог получать эту информацию. Но мы понимаем, что он был не очень высокого полета птица, значит откуда он мог получать эту информацию? От своего шефа, от Ушакова, значит. Ушаков какие-то вещи ему пробалтывал, с какими-то документами давал знакомиться. Тут много вопросов к Ушакову в том числе. Понятно же, что если он работал в Вашингтоне под руководством Ушакова вторым секретарем, то Ушаков его привёл в администрацию, не кто-либо другой. Надо понимать, какие у них отношения, насколько близкие, насколько он мог получать информацию.— RTVI